# Amelia Andersdotter
Anna Amelia Matilda Katarina Andersdotter (ur. 30 sierpnia 1987 w Enköping) – szwedzka polityk, posłanka do Parlamentu Europejskiego VII kadencji.

## Życiorys
Rozpoczęła naukę z zakresu ekonomii i języka hiszpańskiego na Uniwersytecie w Lund. Zawiesiła jednak studia w związku z zaangażowaniem się w działalność Partii Piratów. Weszła w skład władz wykonawczych organizacji młodzieżowej Ung Pirat działającej przy Piratpartiet.
W wyborach w 2009 kandydowała do Parlamentu Europejskiego z drugiego miejsca PP (za Christianem Engströmem). Po wejściu w życie traktatu lizbońskiego była uprawniona do objęcia dodatkowego mandatu deputowanej, który przypadł jej ugrupowaniu. Ostatecznie europosłem została 1 grudnia 2011.
Była też pierwszą przewodniczącą powołanej w 2014 Europejskiej Partii Piratów.